# JV Lideral Futebol Clube
Il JV Lideral Futebol Clube, noto anche semplicemente come JV Lideral, è una società calcistica brasiliana con sede nella città di Imperatriz, nello stato del Maranhão.

## Storia
Il JV Lideral è stato fondato il 30 aprile 1994. Ha vinto il Campionato Maranhense nel 2009, dopo aver sconfitto il Sampaio Corrêa in finale. Romarinho del JV Liveral, con 14 gol, è stato il capocannoniere del campionato. Il JV Lideral ha partecipato alla Coppa del Brasile nel 2010, dove è stato eliminato al primo turno dal Ponte Preta.

## Palmarès

### Competizioni statali
- Campionato Maranhense: 1

2009